# Iophon laevistylus
Iophon laevistylus är en svampdjursart som beskrevs av Arthur Dendy 1924. Iophon laevistylus ingår i släktet Iophon och familjen Acarnidae.
Artens utbredningsområde är havet kring Nya Zeeland. Inga underarter finns listade i Catalogue of Life.